# Spongia
Spongia é um gênero de esponja marinha da família Spongiidae.

## Espécies
- Spongia (Australospongia) Cook & Bergquist, 2001
  - Spongia gracilis Cook & Bergquist, 2001
- Spongia (Heterofibria) Cook & Bergquist, 2001
  - Spongia catarinensis Mothes, Kasper, Lerner, Campos & Carraro, 2006
  - Spongia corrugata Cook & Bergquist, 2001
  - Spongia cristata Cook & Bergquist, 2001
  - Spongia gorgonocephalus Cook & Bergquist, 2001
  - Spongia manipulatus Cook & Bergquist, 2001
  - Spongia mokohinau Cook & Bergquist, 2001
- Spongia (Spongia) Linnaeus, 1759
  - Spongia adjimensis (Topsent, 1925)